# Torretrencada
Torretrencada (également orthographié Torre Trencada), ou selon son nom complet le village talayotique de Torretrencada, est un site archéologique situé dans la municipalité de Ciutadella, sur l'île de Minorque, dans l'archipel des Baléares, en Espagne. Le village est daté de l'Âge du fer et appartient à la culture talayotique.

## Historique
Le site de Torretrencada a été déclaré bien d'intérêt culturel en 2003 sous le numéro RI-55-0000747.
En 2013, l'Espagne a proposé l'inscription du site au titre de la « culture talayotique de Minorque » sur la liste indicative de l'UNESCO, préalable à une possible inscription au Patrimoine mondial.

## Le site
Torretrencada comporte tous les bâtiments caractéristiques d'un village talayotique : un talayot, une enceinte à taula, des maisons cercles, une salle hypostyle et des hypogées. La plupart de ces édifices ne sont pas en bon état ; plusieurs ont été modifiés ou en grande partie détruits. Beaucoup de monuments sont entourés de murs modernes réalisés avec des pierres récupérées dans les champs voisins.
La majeure partie de l'enceinte à taula a été détruite, mais la taula elle-même a été préservée. Le pilier support est fracturé horizontalement pratiquement à mi-hauteur. Il mesure 2,70 à 2,75 m de hauteur, 1,90 à 2 m de largeur et 0,42 à 0,60 m d'épaisseur. Le chapiteau est très plat ; il est pratiquement de la même taille que le pilier support (3,10 m x 1,65 m x 0,45 m). La taula se singularise par une caractéristique unique : pour stabiliser le monument, un pilier de renfort soutient l'arrière du chapiteau de la taula. Il mesure 2,50 m de haut, 30,60 m de large et 0,30 m d'épaisseur. Il est surmonté d'une petite dalle plate rectangulaire (0,20 m x 0,81 m x 0,38 m). À la fin des années 1950, les fouilles archéologiques de l'enceinte dirigées par L. Pericot ont permis de découvrir d'importants dépôts de cendres face à la taula. Un second dépôt de cendres a été découvert coté ouest : il comportait trois niveaux distincts, incluant des fragments de poteries romaine et post-talayotique.
Le talayot de Torretrencada est très endommagé et couvert de buissons denses. Son soubassement étant dissimulé derrière un mur de pierres sèches moderne, seules les rangées de pierres supérieures de l'édifice sont visibles.
La salle hypostyle de Torretrencada mesure dix mètres de long. Elle a été creusée dans le sol et recouverte de plusieurs dalles de pierre soutenues par une seule colonne polylithique. Il semble qu'elle servait de citerne, et elle est d'ailleurs remplie d'eau toute l'année.
Le site comporte trois hypogées qui servaient à l'origine de lieux de sépulture. Ils ont été considérablement modifiés au cours des siècles suivants. Une citerne et un puits modernes actuellement visibles pourraient correspondre à un quatrième hypogée préhistorique. Au sud du site, on peut observer des tombes anthropomorphes creusées dans la roche, datant du Moyen Âge.